# Кльоцков Леонід Герасимович
Леонід Герасимович Кльоцков (Клєцков) (нар. 12 травня 1918, село Шиліно, тепер Шумілінського району Вітебської області, Республіка Білорусь — 14 липня 1997, місто Мінськ, Республіка Білорусь) — радянський білоруський державний діяч, 1-й секретар Молодечненського обласного комітету ЛКСМ Білорусі, 1-й секретар Гродненського обласного комітету КП Білорусі. Член ЦК КП Білорусі у 1966—1990 роках. Член Центральної Ревізійної комісії КПРС у 1976—1981 роках. Кандидат у члени ЦК КПРС у 1981—1990 роках. Депутат Верховної Ради СРСР 9—11-го скликань. Народний депутат СРСР у 1989—1991 роках. Герой Соціалістичної Праці (27.12.1976).

## Життєпис
Народився в селянській родині. Закінчив середню школу.
У 1935—1941 роках — завідувач хати-читальні, секретар і голова Клєтчинської сільської ради Сиротинського району; секретар виконавчого комітету Сиротинської районної ради народних депутатів; секретар Сиротинського районного комітету комсомолу Вітебської області.
Член ВКП(б) з 1940 року.
З 1941 по 1947 рік — у Червоній армії на політичній роботі, учасник німецько-радянської війни. Служив секретарем комсомольської організації 321-го стрілецького полку 15-ї стрілецької дивізії, з жовтня 1944 року — помічником начальника політичного відділу спецчастин 65-ї армії. Воював на Західному, Брянському, Центральному, Білоруському, 1-му і 2-му Білоруських фронтах.
У 1947—1952 роках — 1-й секретар Молодечненського обласного комітету ЛКСМ Білорусі.
У 1952—1960 роках — 1-й секретар Ошмянського районного комітету КП Білорусі Молодечненської області.
У 1955 році закінчив заочно Вищу партійну школу при ЦК КПРС.
У 1960—1963 роках — завідувач відділу Мінського обласного комітету КП Білорусі.
У 1963—1964 роках — секретар Мінського сільського обласного комітету КП Білорусі, голова Комітету партійно-державного контролю, заступник голови виконавчого комітету Мінської сільської обласної ради депутатів трудящих. У 1964—1966 роках — заступник голови виконавчого комітету Мінської обласної ради депутатів трудящих.
У 1966 — вересні 1972 року — завідувач відділу організаційно-партійної роботи ЦК КП Білорусі.
16 вересня 1972 — 15 листопада 1989 року — 1-й секретар Гродненського обласного комітету КП Білорусі.
За видатні успіхи, досягнуті у Всесоюзному соціалістичному змаганні, проявлену трудову доблесть у виконанні планів і соціалістичних зобов'язань із збільшення виробництва і продажу державі зерна, картоплі та інших сільськогосподарських продуктів в 1976 році Указом Президії Верховної Ради СРСР від 27 грудня 1976 року Кльоцкову Леоніду Герасимовичу присвоєно звання Героя Соціалістичної Праці з врученням ордена Леніна і золотої медалі «Серп і Молот».
У 1989—1991 роках — інспектор ЦК КП Білорусі.
З 1991 року — персональний пенсіонер у місті Мінську.
Помер 14 липня 1997 року. Похований Східному цвинтарі міста Мінська.

## Військове звання
- капітан

## Нагороди і відзнаки
- Герой Соціалістичної Праці (27.12.1976)
- три ордени Леніна (12.12.1973, 27.12.1976, 11.05.1988)
- орден Жовтневої Революції (26.03.1982)
- орден Вітчизняної війни І ст. (11.03.1985)
- орден Вітчизняної війни ІІ ст. (19.05.1945)
- три ордени Трудового Червоного Прапора (13.06.1966, 27.08.1971, 17.07.1986)
- два ордени Червоної Зірки (23.02.1944, 12.07.1944)
- два ордени «Знак Пошани» (28.10.1948, 18.01.1958)
- медалі